# フランス国鉄X3800形気動車

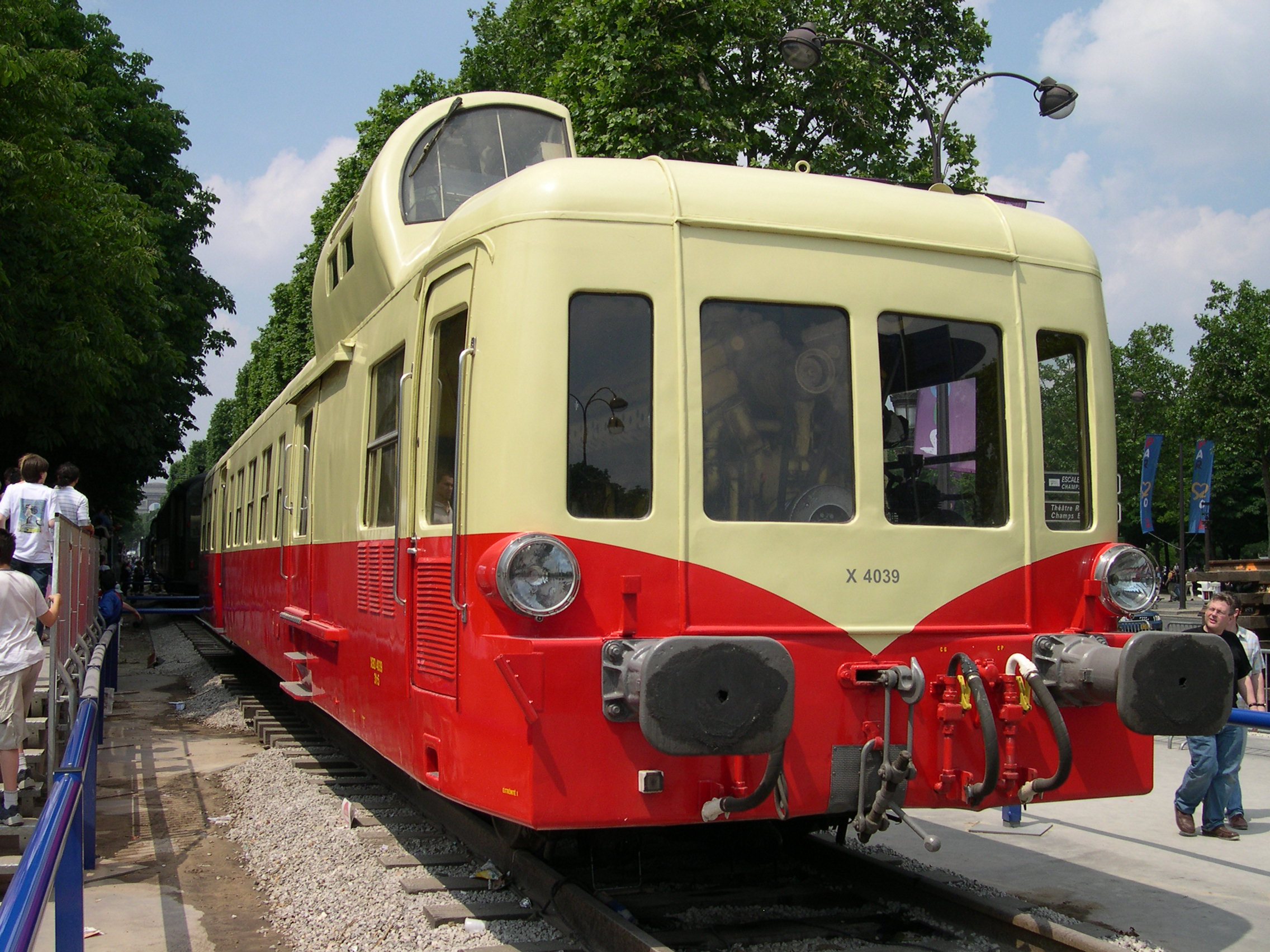
SNCFピカソ

X3800はフランス国鉄の気動車である。運転台の突出した形状からピカソ（Picasso）の愛称をもつ。現在一部が地方鉄道などに払い下げられ、運用についている。

## 製造詳細

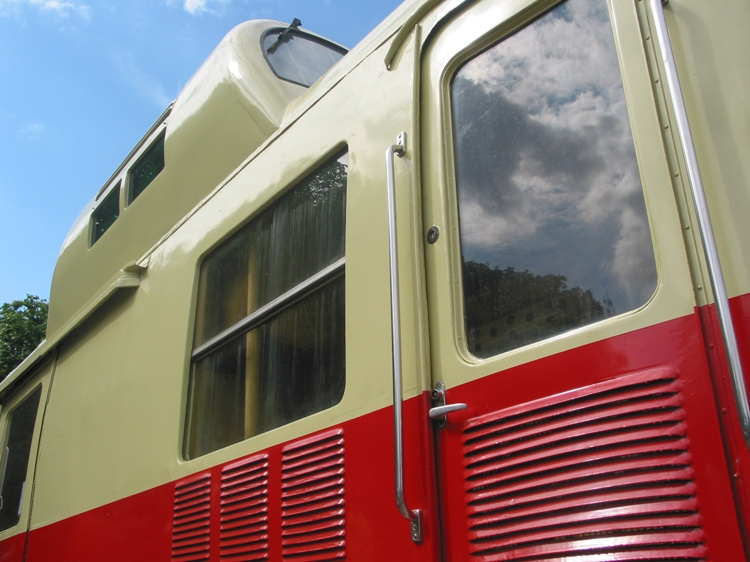

### 概要
1948年から1959年の約10年にかけて計251両が製造された。

### 製造表
| 製造時期 | 該当番号  | 製造社   | 運用路線 | 備考 |
| -------- | --------- | -------- | -------- | ---- |
| 1948/3   | 3801-3835 | Renault  |          |      |
| 1948     | 3836-3856 | Dietrich |          |      |

## 主な寸法

### 車長
- 最長 21,851mm
- 車体長 20,621mm

### 高さ
- 最長 3,952mm
- 運転台を除く部分 3,123mm
- バッファ中心高 1,065mm